# Splátkový kalendář
Splátkový kalendář nebo také amortizační plán je dokument, který stanoví, kdy a po jakých splátkách bude dlužník splácet úvěr nebo jiný dluh. Určuje tedy jak přesné částky, tak také data splatnosti. Pokud se splácení děje převodem na bankovní účet, nerozumí se tím datum odeslání peněz, ale jejich připsání na účet věřitele.
Splátkový kalendář má obvykle tyto části:
- Datum splátky, pořadové číslo splátky nebo obojí
- Počáteční stav úvěru k datu splátky (před splátkou)
- Splátka - výše pravidelné měsíční platby. Splátka má 2 části - úrok a úmor
- Úrok - část splátky, která tvoří výnos věřitele, nesnižuje se o ni zůstatek úvěru
- Úmor - část splátky, která umořuje zůstatek úvěru
- Konečný stav úvěru k datu splátky (po splátce) vypočítaný jako počáteční stav úvěru - úmor [2]

## Význam
Splátkový kalendář bývá nedílnou součástí úvěrových a hypotečních smluv, ale také splátkových obchodů a podobně. V nich se dlužník zavazuje zaplatit domluvenou částku v jedné nebo více splátkách věřiteli. Nedodržení splátkového kalendáře je obvykle spojeno se sankcemi (penále).
Splátkový kalendář je možné měnit jen po dohodě obou stran. To se může týkat i spotřebitelských úvěrů, pokud se dlužník dostane do dočasných problémů se splácením. Věřitel mu může splátky odložit nebo změnit jejich výši. Takové rozhodnutí je ze strany věřitele dobrovolné a nevzniká na ně žádný nárok. Věřitelé k němu však mohou být motivováni tím, že náklady spojené se změnou mohou být nižší než náklady na soudní vymáhání a případné insolvenční řízení.
U velkých a složitých úvěrů či dluhů se někdy hovoří o restrukturaci dluhu, která ovšem nezahrnuje jen změny splátkového kalendáře.